# Sowjetisches Ehrenmal (Schönholzer Heide)

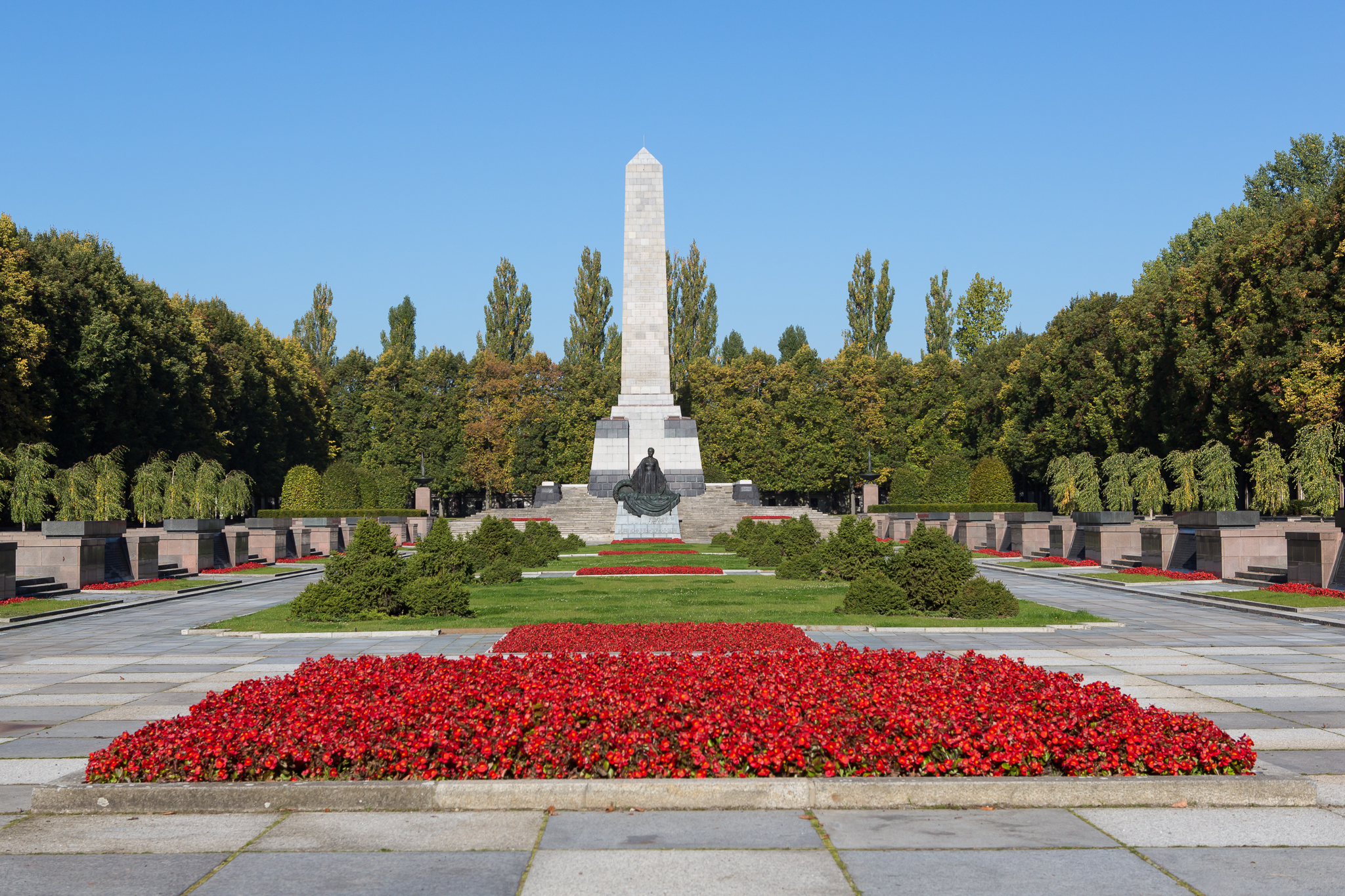
Das Ehrenmal im Herbst 2015

Das Sowjetische Ehrenmal in der Schönholzer Heide (ⓘ) in Berlin-Pankow wurde von Mai 1947 bis November 1949 errichtet und hat eine Fläche von 27.500 m². Die Schönholzer Heide, im 19. Jahrhundert ein beliebtes Ausflugsziel, war während des Zweiten Weltkriegs Standort eines großen Zwangsarbeiterlagers. Nach dem Krieg entstand hier im nordwestlichen Teil des Parks zusammen mit den Ehrenmalen im Tiergarten und im Treptower Park das dritte sowjetische Ehrenmal in Berlin. Ein weiteres befindet sich in Berlin-Buch im Bucher Schlosspark.
Das Ehrenmal ist eine Gedenkstätte und ein Soldatenfriedhof der sowjetischen Kriegsgräberstätten, auf welchem 13.200 der etwa 80.000 in der Endphase (Schlacht um Berlin) im März/April 1945 gefallenen Soldaten der Roten Armee beigesetzt wurden.

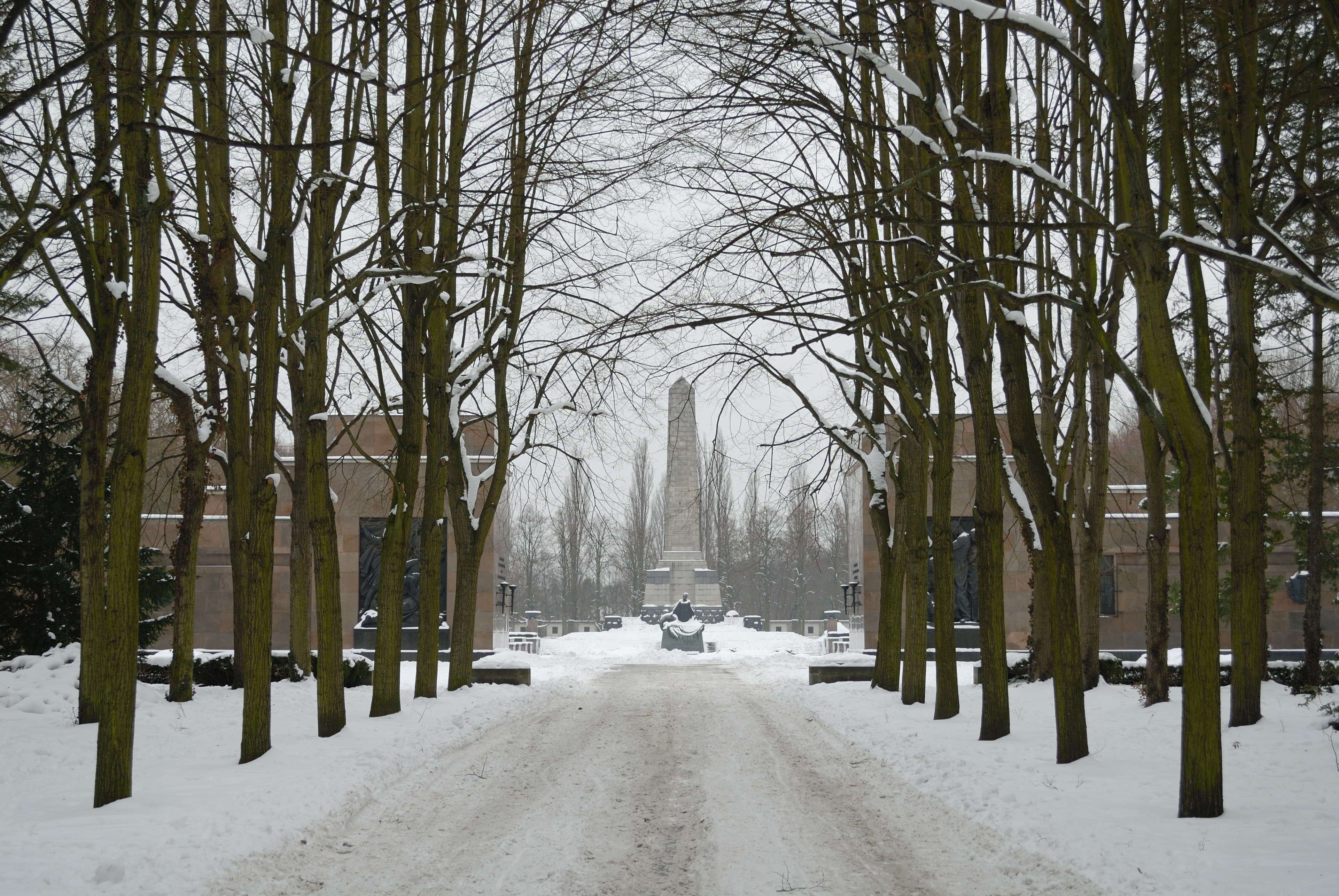
Blick zum Ehrenmal in der Schönholzer Heide, Winter 2010

## Geschichte und Beschreibung

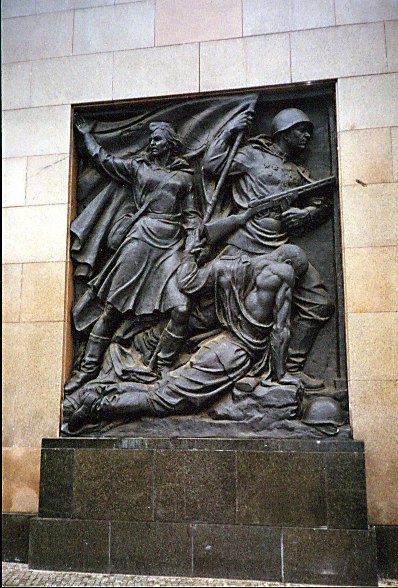
Relief von dem Hauptportal

Eine sowjetische Architektengruppe, bestehend aus Konstantin A. Solowjow, M. D. Belawenzew, W. D. Koroljow und dem Bildhauer Iwan G. Perschudtschew, entwarf die gesamte Anlage des Ehrenmals. Auf einer Mauer rund um das Ehrenmal sind auf 100 Bronzetafeln die Namen, Dienstgrade und Geburtsjahre von einem Fünftel der Opfer, die identifiziert werden konnten, angebracht.
Beidseits entlang der Hauptachse, an deren Ende sich ein 33,5 m hoher Obelisk aus Syenit erhebt, liegen acht Grabkammern, in denen jeweils 1182 Rotarmisten bestattet wurden. Unter der Ehrenhalle des Obelisken befindet sich eine Gruft, in der zwei sowjetische Oberste bestattet wurden. An sowjetische Opfer der Konzentrationslager erinnert ein Gedenkstein hinter dem Obelisken. Dass in diesem Ehrenmal auch sowjetischen Kriegsgefangenen gedacht wird, ist eine Besonderheit, denn unter Josef Stalin wurden Kriegsgefangene pauschal als potentielle Kollaborateure gesehen.
Vor dem Obelisken befindet sich das Hauptdenkmal, eine Statue der russischen „Mutter Heimat“, welche um ihren gefallenen Sohn trauert. Am Sockel des Obelisken, der aus schwarzen Porphyrquadern gefertigt ist, sind 42 Bronzetafeln mit Namen von gefallenen Offizieren angebracht. Zur Anlage gehört auch ein großflächiges Zitat von Josef Stalin.

Briefmarke der Deutschen Post von 1977 auf Ersttagsbrief.

1977 edierte die Deutsche Post eine von Joachim Rieß gestaltete Briefmarke mit der Abbildung des Ehrenmals.
Aufgrund des Vertrages über gute Nachbarschaft, Partnerschaft und Zusammenarbeit zwischen der Bundesrepublik und der Sowjetunion vom 9. November 1990 begann Anfang 2011 eine Instandsetzung des Ehrenmals. In Artikel 18 ist festgelegt, „dass die auf deutschem Boden errichteten Denkmäler, die den sowjetischen Opfern des Krieges und der Gewaltherrschaft gewidmet sind, geachtet werden und unter dem Schutz deutscher Gesetze stehen.“ Sowjetische Kriegsgräber müssen darüber hinaus „erhalten und gepflegt“ werden. In einem weiteren Abkommen vom 16. Dezember 1992 zwischen der Regierung der Bundesrepublik Deutschland und der Regierung der Russischen Föderation über Kriegsgräberfürsorge verpflichtete sich die Bundesregierung den Bestand der Gräber dauerhaft zu gewährleisten, sie zu unterhalten und zu reparieren.
Die Fertigstellung war ursprünglich für 2012 vorgesehen bei Kosten von 9,88 Millionen Euro. Für die Grundsanierung der Bauwerke und der Außenanlagen wurden rund 10,35 Millionen Euro aufgewendet.
Nach Abschluss der Arbeiten wurde das Ehrenmal am 13. August 2013 durch den Senator für Stadtentwicklung und Umwelt Michael Müller gemeinsam mit dem Außerordentlichen und Bevollmächtigten Botschafter der Russischen Föderation Wladimir M. Grinin feierlich wiedereröffnet und ist seitdem öffentlich zugänglich.

„Die heutige Gedenkstunde ist nicht nur ein Akt der Totenehrung durch dankbare Nachkommen. Sie ist ein wichtiger Akt der Annäherung und Versöhnung zwischen Russen und Deutschen. […]“